# 제천운수
제천운수(堤川運輸)는 충청북도 제천시의 시내버스 운수업체이고 1969년 제천시 최초로 설립된 시내버스 회사이다. 제천교통과는 이름만 비슷할 뿐, 전혀 다른 회사이다.

## 현황
시내버스 운수 업체로는 세계 최초로 ISO 9001과 14001을 획득한 경력이 있는 것이 특징이다. 또한 인재육성을 위해 써 달라는 의미로 인재육성재단에 장학금을 기탁하기도 하였다.

## 운행 노선
제천교통과 격일제로 시내노선과 시외노선을 번갈아 가면서 운행하고 있다.

## 운용 차량

#### 우진산전
- 우진산전 아폴로 1100

#### 현대자동차
- 현대 뉴 카운티
- 현대 그린시티

## 갤러리

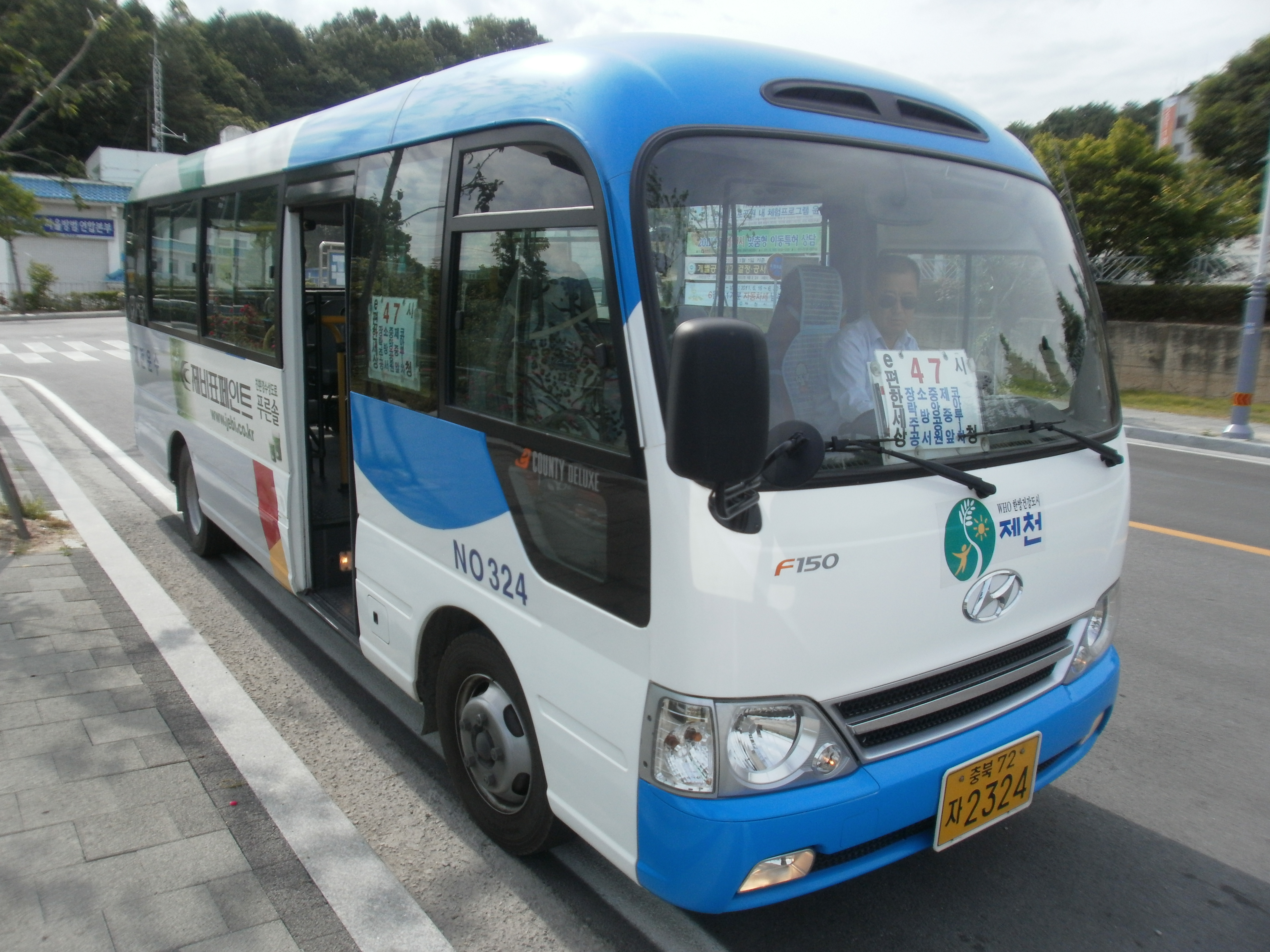
제천시내버스 47번
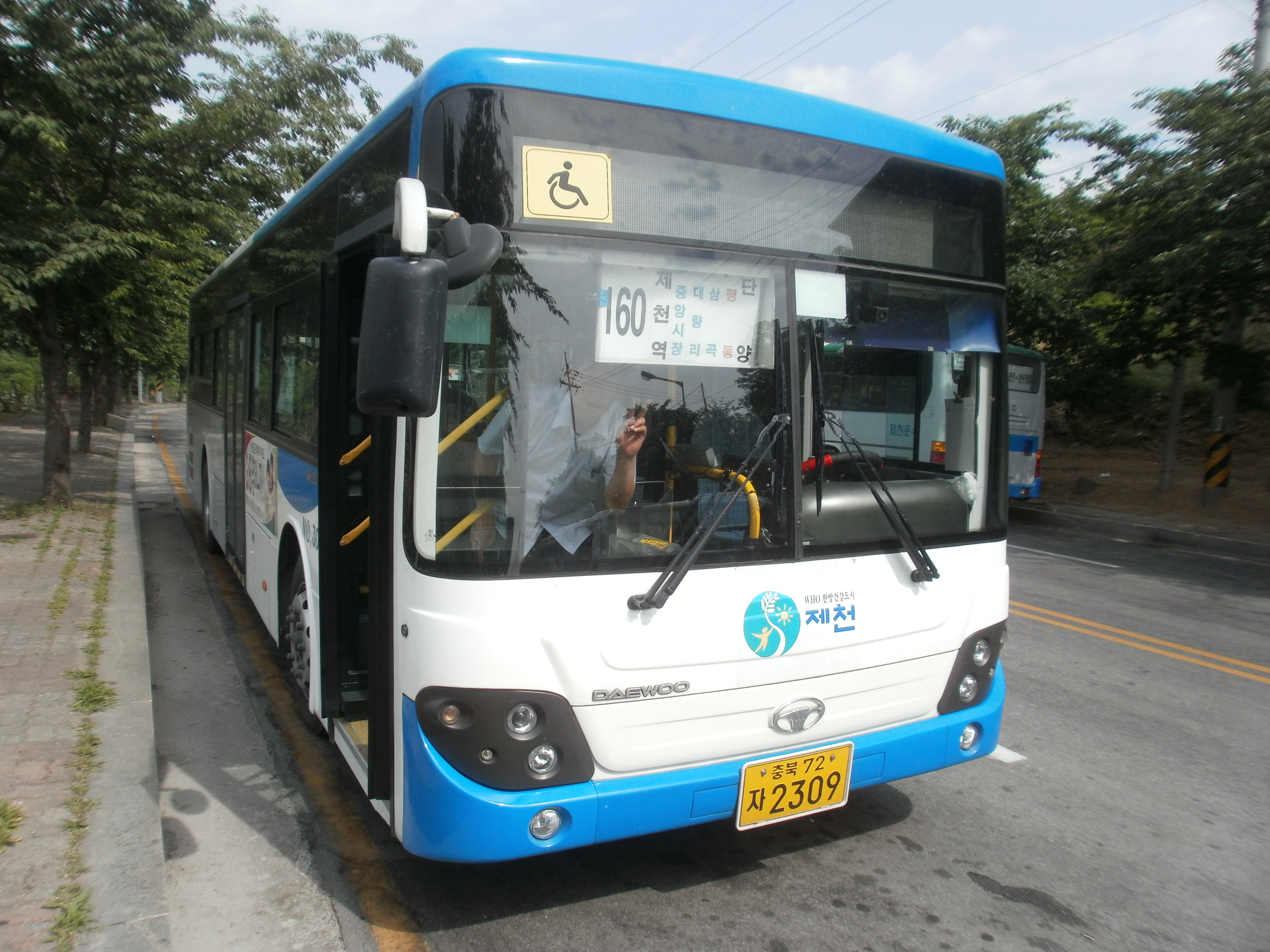
제천시내버스 160번
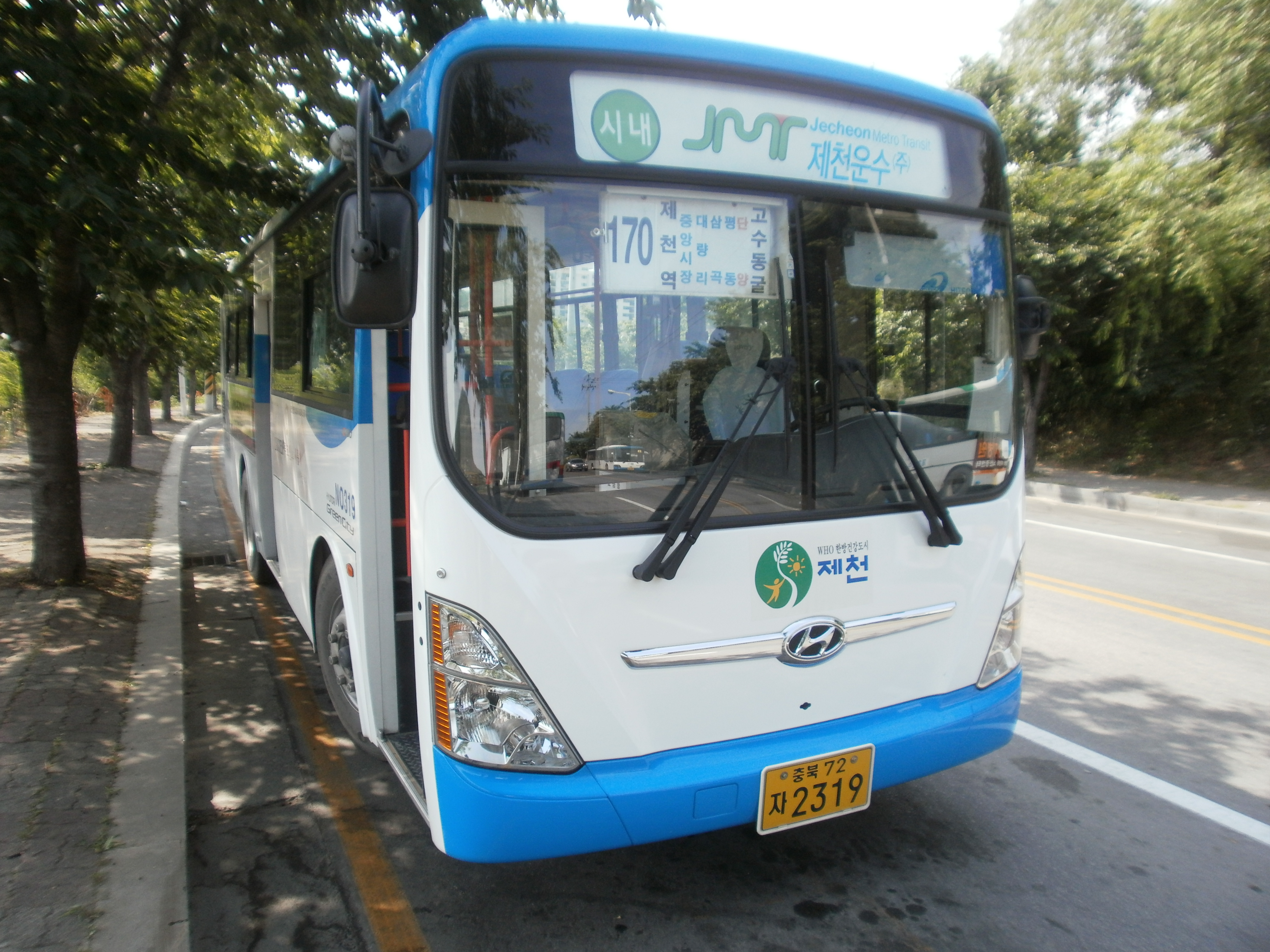
제천시내버스 170번